# Fünffingerspitze
Die Fünffingerspitze (italienisch Punta delle Cinque Dita, ladinisch Pizes di Cin Dëic) ist ein 2996 m hoher Berg der Langkofelgruppe in den Grödner Dolomiten. Er liegt an der Grenze zwischen Südtirol und Trentino in Italien.

## Lage und Beschreibung
Die Fünffingerspitze ist ein Gipfel der Langkofelgruppe in den Grödner Dolomiten. Diese begrenzt südseitig das Südtiroler Tal Gröden. Im Kreisbogen der Langkofelgruppe befinden sich nördlich des Bergs – durch die Langkofelscharte getrennt – der Langkofel und südlich – durch die Fünffingerscharte getrennt – die Grohmannspitze. Gegen Südosten fällt der Gipfelaufbau zum Sellajoch ab, gegen Nordwesten ins Langkofelkar. Genau über den Gipfel verläuft die Gemeindegrenze zwischen St. Christina und Wolkenstein.
Im Vergleich zum massiven Langkofel erscheint die Fünffingerspitze mit ihren schlanken Türmen geradezu filigran. Die Fünfingerspitze verdankt ihren Namen dem Umstand, dass sie intern in mehrere Felstürme gegliedert ist, die den Betrachter mit etwas Fantasie an die Finger einer Hand erinnern. Von Norden nach Süden unterscheidet man tatsächlich den Daumen, Zeigefinger, Mittelfinger (Hauptgipfel), Ringfinger und Kleinen Finger. Als eigenständiger Turm ragt der Daumen (2953 m) über die Langkofelscharte.

## Alpinismus
Die Erstbesteigung der Fünffingerspitze erfolgte 1890 durch Johann Santner und Robert Hans Schmitt durch den tiefen Spalt an der Südostseite.
Die Besteigung der Fünffingerspitze ist Kletterern vorbehalten, allerdings ist die Besteigung des Daumens über die Normalroute eine beliebte und häufig begangene Tour für Anfänger mit Bergführern. Dies auch deshalb, weil der Zustieg und der Abstieg relativ einfach ist. Erschlossen werden die Zustiege zu den diversen Kletterrouten durch die Toni-Demetz-Hütte in der Langkofelscharte, die durch eine Seilbahn mit dem Sellajoch verbunden ist, und durch die Langkofelhütte im Langkofelkar.
Es gibt etliche klassische Routen, wie den „Normalweg“ (UIAA 3–4, erstbegangen von Bernarnd, Barbaria und Fistil 1891), die „Daumenkante“ eine Kletterei immer am Nordgrat entlang (UIAA 4, erstbegangen von Gustav Jahn, Erwin Merlet und Karl Huter 1917) oder der „Südwestgrat“ (UIAA 3–4, erstbegangen von Max Niedermayer und Josef Boegle 1906).
An der Nordseite des Daumens der Fünffingerspitze wurden zwischen 2014 und 2020 mehrere alpine Sportrouten eingerichtet. Diese sind meist rund 4 Seillängen, etwa 140 Höhenmeter und in gut 2 Stunden zu klettern. Beispiel für diese Routen sind die „Via Amerigo“ (UIAA 5) oder „Julia“ (UIAA 4+).